# Cuando vuelvas a mi lado
Cuando vuelvas a mi lado is een Spaanse film uit 1999, geregisseerd door Gracia Querejeta.

## Verhaal
De van elkaar vervreemde zussen Gloria, Ana en Lidia ontmoeten elkaar weer op de begrafenis van hun moeder. Hun moeder heeft de laatste 30 jaar doorgebracht zonder veel te zeggen, maar ze heeft wel specifiek vastgelegd wat haar laatste wens is. Haar as moet worden verdeeld over drie mensen. De zussen besluiten de wens in vervulling te laten gaan. Ze moeten daarvoor terug naar hun geboortestreek in het achterland van Galicië. De reis blijkt een sleutel te zijn tot familiegeheimen.

## Rolverdeling
| Acteur             | Personage   |
| ------------------ | ----------- |
| Mercedes Sampietro | Gloria      |
| Julieta Serrano    | Tía Rafaela |
| Adriana Ozores     | Ana         |
| Marta Belaustegui  | Adela       |
| Rosa Mariscal      | Lidia       |
| Ramón Barea        | Donato      |

## Ontvangst

### Prijzen en nominaties
Een selectie:
| Jaar | Evenement                      | Categorie                       | Genomineerde                                               | Resultaat   |
| ---- | ------------------------------ | ------------------------------- | ---------------------------------------------------------- | ----------- |
| 1999 | San Sebastián (47ste editie)   | Gouden Schelp voor beste film   | Cuando vuelvas a mi lado                                   | Genomineerd |
| 1999 | San Sebastián (47ste editie)   | Juryprijs voor beste camerawerk | Alfredo Mayo                                               | Gewonnen    |
| 1999 | San Sebastián (47ste editie)   | Speciale vermelding             | Gracia Querejeta                                           | Gewonnen    |
| 2000 | Premios Goya (14de uitreiking) | Beste film                      | Cuando vuelvas a mi lado                                   | Genomineerd |
| 2000 | Premios Goya (14de uitreiking) | Beste regisseur                 | Gracia Querejeta                                           | Genomineerd |
| 2000 | Premios Goya (14de uitreiking) | Beste actrice                   | Mercedes Sampietro                                         | Genomineerd |
| 2000 | Premios Goya (14de uitreiking) | Beste vrouwelijke bijrol        | Adriana Ozores                                             | Genomineerd |
| 2000 | Premios Goya (14de uitreiking) | Beste vrouwelijke bijrol        | Julieta Serrano                                            | Genomineerd |
| 2000 | Premios Goya (14de uitreiking) | Beste origineel scenario        | Gracia Querejeta, Elías Querejeta, Manuel Gutiérrez Aragón | Genomineerd |
| 2000 | Premios Goya (14de uitreiking) | Beste filmmuziek                | Ángel Illarramendi                                         | Genomineerd |